# Place Paul-Claudel
Pour les articles homonymes, voir Claudel.
La place Paul-Claudel est une voie située dans le quartier de l'Odéon du 6e arrondissement de Paris.

## Situation et accès
Le quartier est desservi par les lignes de métro 4 et 10 à la station Odéon.

## Origine du nom

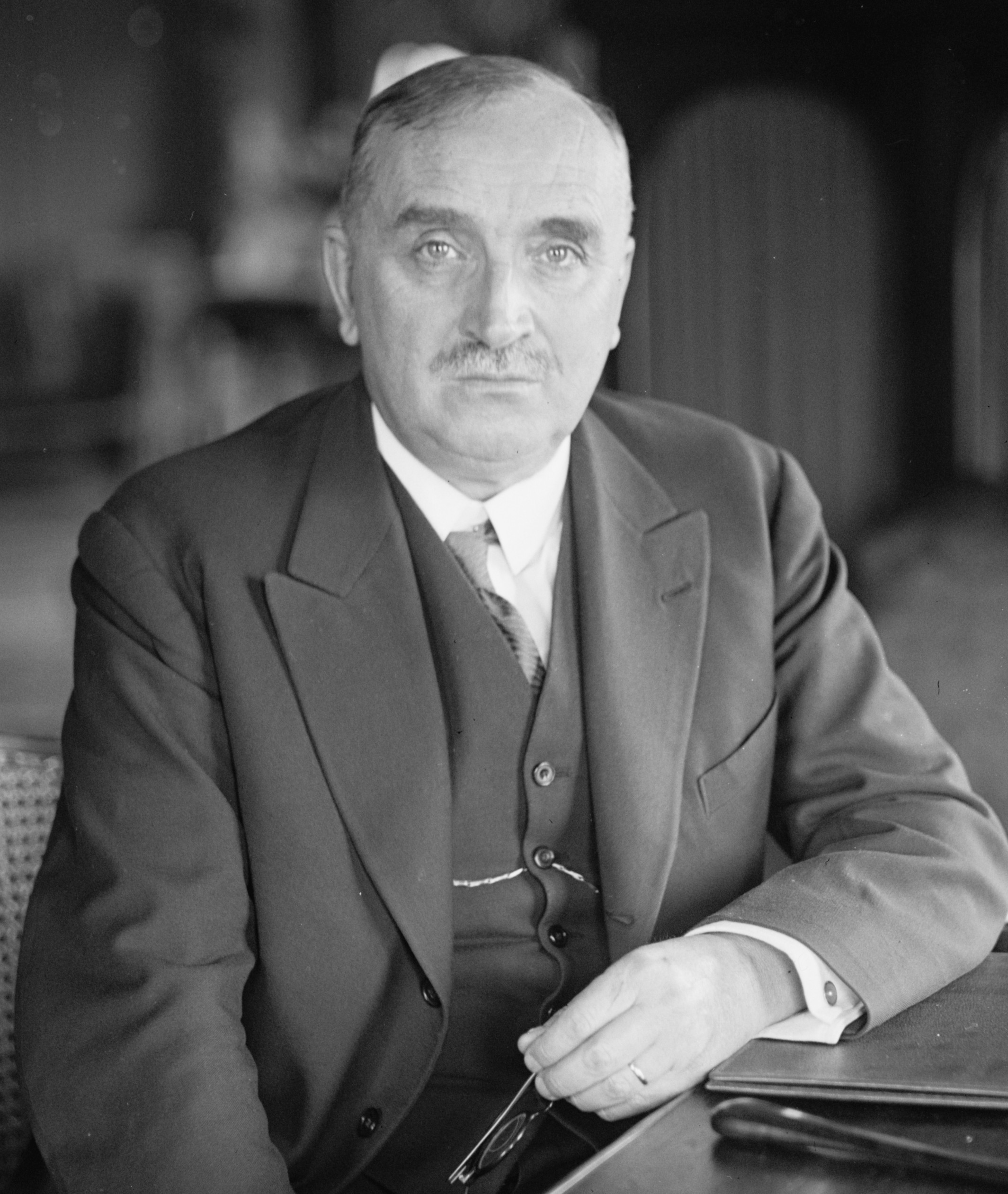
Paul Claudel.

La place a été nommée en l'honneur de l'écrivain et dramaturge français Paul Claudel (1868-1955), dix ans après sa mort, en raison de la proximité du théâtre de l'Odéon.

## Historique
Cet espace issu d'anciennes parties des rues qui le bordent est créé en tant que voie en 1965. Le changement est purement odonymique puisque l'espace n'est pas modifié.

## Bâtiments remarquables et lieux de mémoire
- Théâtre de l'Odéon, au nord ;
- Jardin du Luxembourg, au sud-ouest.